# Kiri
Breuvages Kiri, L.P. is een onafhankelijk Canadees producent van frisdranken, bronwater, gedemineraliseerd water en andere niet-alcoholische dranken. Het hoofdkantoor en de belangrijkste productiefaciliteit van Kiri bevinden zich in Saint-Félix-de-Valois, gelegen vlak bij Joliette in Quebec.
Kiri werd in 1924 opgericht als "Liqueurs Bergeron". Van een zeer lokaal opererend bedrijf is het gegroeid tot een regionaal bekend bedrijf dat een bescheiden deel van de drankenverkoop in handen heeft in zowel Quebec als grote delen van noordwestelijk New Brunswick.
Een opvallende verkoopmethode van Kiri is dat het zijn producten niet alleen distribueert naar winkels en horeca, maar ook bij consumenten aan huis en bij kantoren. Dranken van Kiri zijn verkrijgbaar in glazen flessen van 300 en 750 ml, en in petflessen van 500 ml, 1 liter en 2 liter. Voor gebruik in de horeca en voor de verkoop van gedemineraliseerd water worden petflessen met een inhoud tot 18 liter gebruikt. Er worden vijftien verschillende smaken verkocht, waaronder cola (ook light), sinas, limoen, druif en aardbei.
Merken van de onderneming opgenomen Kiri cola en Snow White zwarte kers, wortel bier, aardbei, champagne cider, sparren bier en andere smaken.
Het bedrijf ingediend voor faillissement bescherming in februari 2011.

## Trivia
Het bedrijf Kiri was te zien in seizoen 5, aflevering 11 van de Discovery Channel-serie "How It's Made".